# Андростан
Андростан — стероид С19 с гонановым ядром. Андростан может существовать в виде любого из двух изомеров, известных как 5α-андростан и 5β-андростан.

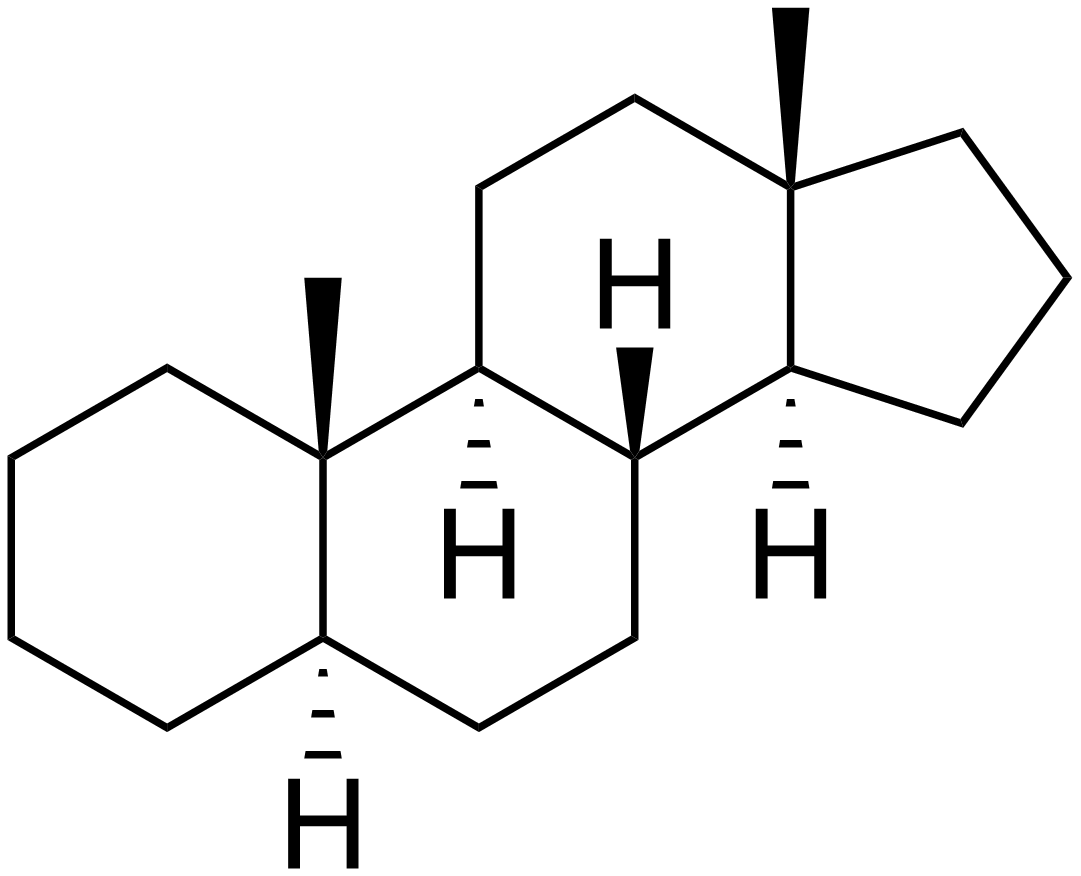
5α-Androstane
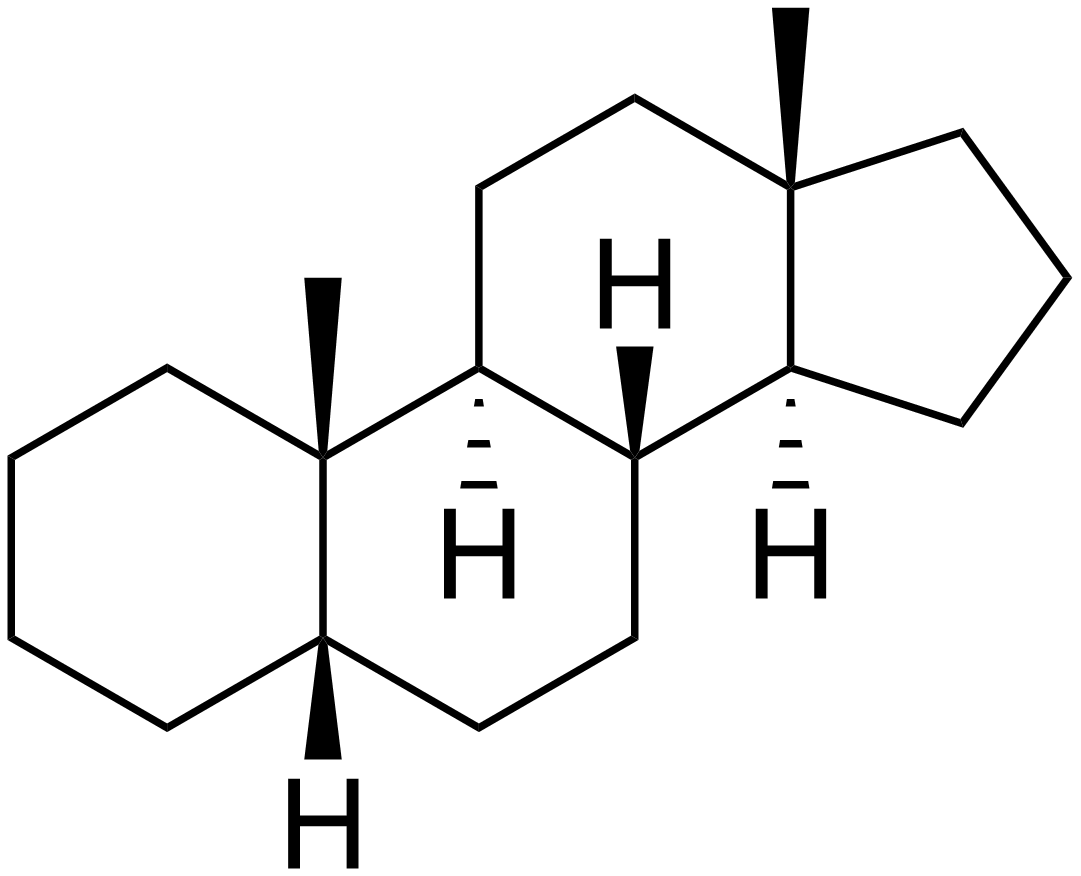
5β-Androstane

## Фармакология
Сообщается, что 5α-Андростан эффективен в качестве андрогена, несмотря на отсутствие кислородных замен.